# Demografia da Indonésia

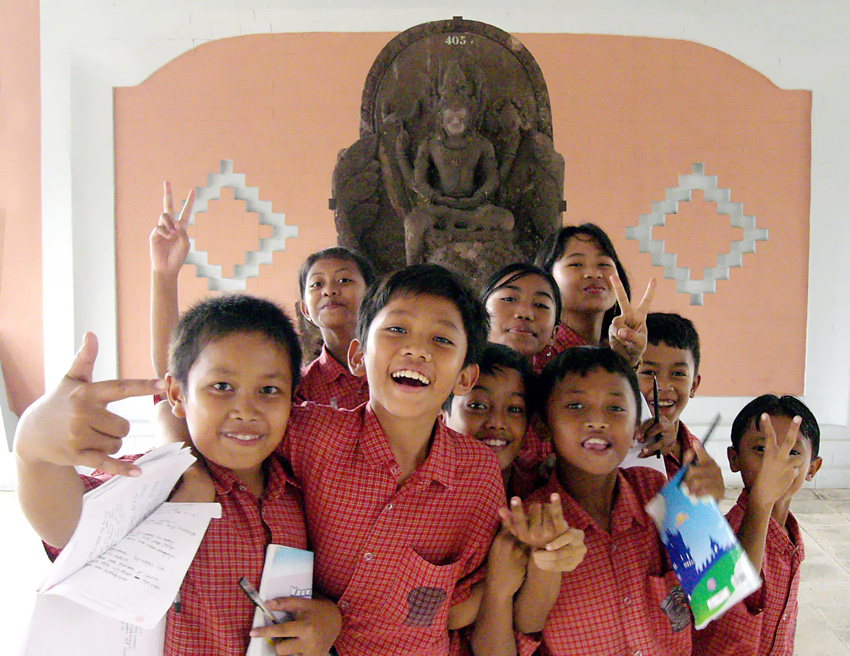
Estudantes indonésios durante excursão escolar a um museu; a Indonésia possui atualmente uma população relativamente jovem.

A população da Indonésia, segundo o censo nacional de 2010, era de 237,64 milhões, e estimava-se que chegasse a 255,4 milhões no ano de 2015. 58% vivem na ilha de Java, a ilha mais populosa do mundo.
Apesar de um programa de planejamento familiar razoavelmente eficaz que está em vigor desde 1967, para a década que terminou em 2010, o crescimento populacional da Indonésia foi de 1,49%. Nesse ritmo, a população da Indonésia está projetada para superar a população atual dos Estados Unidos. Alguns dizem que o planejamento familiar deve ser revitalizado com base no programa de 1967 para evitar que a Indonésia se torne o terceiro país mais populoso do mundo, mas este objetivo enfrentou uma barreira de opinião baseada na religião de que seguir o planejamento familiar equivale a não ser grato a Deus. A Indonésia tem uma população relativamente jovem em comparação com as nações ocidentais, embora esteja envelhecendo à medida que a taxa de natalidade do país diminuiu e sua expectativa de vida aumentou. A média da idade da Indonésia foi de 30,2 anos em 2017.
A Indonésia inclui numerosos grupos étnicos, culturais e linguísticos, alguns dos quais relacionados entre si. Desde a independência, o indonésio (uma forma de malaio e a língua nacional oficial) é a língua da maior parte da comunicação escrita, educação, governo e negócios. Muitas línguas étnicas locais são a primeira língua da maioria dos indonésios e ainda são importantes.

## Religião
A Indonésia é a nação de maioria muçulmana mais populosa do mundo; quase 87,18% dos indonésios se declararam muçulmanos no censo de 2010. 9,87% da população aderiu ao cristianismo (dos quais mais de 70% eram protestantes), 1.69% eram hindus, 0.72% budistas e 0.56 de outras religiões. A maioria dos hindus indonésios são balineses e a maioria dos budistas na Indonésia moderna são Tionghoa.